# Arthur Conley
Arthur Conley (McIntosh County (Georgia), 4 januari 1946 – Ruurlo, 17 november 2003) was een Amerikaanse soulzanger. Zijn grote hit was Sweet Soul Music die hij in 1967 schreef, samen met zijn grote voorbeeld en leermeester Otis Redding.

## Amerika
Arthur Lee Conley werd geboren in McIntosh County (Georgia) en groeide op in Atlanta. Hij begon zijn carrière in 1959 als zanger van Arthur and the Corvets. Met deze groep bracht hij in 1963 en 1964 drie singles uit.
In 1964 verhuisde hij van platenlabel en bracht I'm a Lonely Stranger uit. Toen Otis Redding dit nummer hoorde, vroeg hij Conley om een nieuwe versie op te nemen bij Stax Studios, die vervolgens werd uitgebracht op het pas opgestarte label van Otis Redding zelf, Jotis Records.
Conley ontmoette Redding pas eind 1966 in levenden lijve, maar deze ontmoeting zou zijn leven veranderen. Redding nam Conley onder zijn hoede en leerde hem de fijne kneepjes van de muziekbusiness. Toen Conley het nummer Yeah Man van Sam Cooke wilde opnemen als ode aan Cooke, stelde Otis Redding voor om de tekst een beetje aan te passen (in die tijd kwam dat vaker voor). Het herschrijven van Yeah Man resulteerde in Sweet Soul Music, dat een nummer twee notering op de Billboardhitparade haalde, en in Europa nummer één. Ook al hadden ze maar een paar woorden veranderd in de tekst, de credits gingen naar Otis en Arthur. Sam Cooke werd niet genoemd. Toen het een hit werd kwam J.W. Alexander, manager van Sam Cooke in actie. Hij deed Redding en Conley een proces aan wegens overtreding van de auteurswet door toe-eigening van Cookes muziek. Er werd een schikking overeengekomen waarbij Cookes naam werd toegevoegd aan de credits en Redding een aantal songs zou opnemen voor het Cooke-Alexander label Kags Music. Otis Redding stierf voordat hij aan die verplichting kon voldoen. 
Omdat Sweet Soul Music zo'n hit was, werd Conley veel gevraagd om op te treden als soloartiest. Maar in plaats daarvan besloot hij om op verzoek van Otis Redding, mee te gaan op tournee met de Stax/Volt Revue in Europa, waar hij de kans kreeg om te spelen met mensen als Carla Thomas, Eddie Floyd, Sam & Dave, Booker T. & the MG's en The Mar-Keys.

## Nederland
Er wordt gezegd dat Conley de dood van Redding in december 1967 nooit echt heeft verwerkt. Hoewel hij eerst nog geruime tijd bleef opnemen en toeren, vestigde hij zich uiteindelijk in Europa, eerst in Brussel, later in Amsterdam. Hier besloot hij om zijn rug te keren naar zijn muzikale verleden en zijn naam te veranderen in Lee Roberts. Maar eind jaren 70 lonkte toch weer de muziek en besloot hij weer te gaan zingen, met een band genaamd The Sweaters.
Deze band viel al snel weer uit elkaar, maar hij begon een nieuwe band, ook genaamd The Sweaters. Onder de naam Lee Roberts & The Sweaters begon hij weer op te treden in de Bijlmermeer, waar veel Surinamers woonden, die hem herkenden als Arthur Conley. Al snel zorgde mond-tot-mondreclame ervoor dat de optredens drukbezocht werden. In 1980 werd een livealbum opgenomen en in een gelimiteerde uitgave uitgebracht, Soulin' (Lee Roberts & The Sweaters). Deze plaat bevat alleen hits van anderen en niet van hemzelf.
In 1981 verliet Conley Amsterdam om zijn rust te vinden in Ruurlo in de Gelderse Achterhoek. Daar hield hij zich via zijn bedrijf 'Art-Con Productions' bezig met het promoten van aankomende bands, waaronder de populaire heavymetalband Shockwave uit Den Haag. De laatste jaren van zijn leven coachte hij The Original Sixties R&B and Soul Show, die ook twee cd's en een single uitbrachten op het label Art-Con. De eerste cd werd mede geproduceerd door Conley. Op 8 en 9 juni 2002 stond Conley voor het laatst op de planken, samen met The Original Sixties R&B and Soul Show.
Ook was hij actief als ontwerper van tapijten en meubilair.
Conley overleed op 57-jarige leeftijd in Ruurlo aan de gevolgen van kanker. Hij ligt begraven op de algemene begraafplaats Vorden in Gelderland.

## Discografie
Arthur & The Corvets
- I'm Going To Cry (1959)
- Poor Girl
- Aritha

Arthur Conley
- I'm A Lonely Stranger (1965)
- Who's Fooling Who? (1966)
- In The Same Old Way
- I'm Gonna Forget About You Baby
- Sweet Soul Music (1967)
- Shake, Rattle & Roll
- Whole Lotta Woman
- Funky Street (1968)
- People Sure Act Funny
- Aunt Dora's Love Soul Shack (1969)
- Ob La Di, Ob La Da
- Speak Her Name
- Star Review
- The Call The Wind Maria
- God Bless (1970)
- Nobody's Fault But Mine
- I'm Living Good (1971)
- Walking On Eggs (1972)
- Rita
- It's So Nice (When It's Somebody Else's Wife) (1974)
- Another Time (1976)

### NPO Radio 2 Top 2000
| Nummer met noteringen in de NPO Radio 2 Top 2000 | '00  | '01  | '02  | '03  | '04  | '05  | '06  | '07 | '08  |
| ------------------------------------------------ | ---- | ---- | ---- | ---- | ---- | ---- | ---- | --- | ---- |
| Sweet Soul Music                                 | 1801 | 1598 | 1692 | 1342 | 1499 | 1926 | 1987 | -   | 1899 |

1. ↑  Een '-' betekent dat het nummer niet was genoteerd en een vetgedrukt getal geeft de hoogste notering aan.
2. ↑  2000 was het eerste jaar met een notering voor dit nummer.
3. ↑  Deze tabel is bijgewerkt tot en met de laatste editie (2024).